# Зв'язки з громадськістю
Зв'язки з громадськістю, також піар (англ. public relations, PR) — діяльність, спрямована на досягнення взаємопорозуміння та згоди між людьми, соціальними групами, класами, націями, державами на основі цілеспрямованого формування громадської думки та управління нею.
У вузькому розумінні — це систематична діяльність компанії, що спрямована на зміну переконань, ставлення, думок та поведінки різних груп людей (цільової аудиторії) стосовно компанії, її продуктів, послуг, а також конкретних проблем, ідей та дій. PR водночас може бути достатньо оперативним інструментом комунікаційної стратегії компанії, реалізуючи довгострокові задачі зі:
- створення та підтримки корпоративної репутації компанії,
- налагодження необхідних контактів,
- переконання конкретних цільових груп.

Особливою формою зв'язків з громадськістю є лобіювання, під яким прийнято розуміти процес легітимного впливу на чітко визначені законом органи влади, а також на їх посадових і службових осіб з боку зареєстрованих та акредитованих у встановленому порядку осіб з метою закріплення власних інтересів чи інтересів третіх осіб (замовників) у нормативно-правових актах, що приймаються. Лобіювання пройшло шлях від корупційної практики до законодавчо врегульованої форми зв'язків громадськості з владою.

## Визначення поняття
Існує понад 500 визначень поняття PR. Кожне з них акцентує на різних характеристиках, але їх об'єднує найсуттєвіше положення про те, що зв'язки з громадськістю — це відносини між певною організацією (державною, громадською, приватною) та громадськістю.
Згідно зі словником «Webster's Dictionary» PR — це заплановані, тривалі зусилля, спрямовані на створення і підтримку доброзичливих стосунків і взаєморозуміння між організацією та її громадськістю.
Український вчений Г. Г. Почепцов визначає PR як «науку про управління громадською думкою».
Англійський вчений Сем Блек дає своє трактування поняття PR як «плановані, тривалі зусилля, спрямовані на створення та підтримку доброзичливих відносин і взаєморозуміння між організацією та її громадськістю».
Усі визначення збігаються в одному: PR стосується кожного, в кого є контакти з іншою людською істотою, або організацією, або соціальною думкою.
Узагальнене визначення: PR — це наука і мистецтво організації та здійснення зв'язків суб'єктами управління економічною, соціальною, політичною і духовно-культурною діяльністю з громадськістю, досягнення взаєморозуміння і доброзичливості між особистістю, закладом та іншими людьми, групами людей або суспільством загалом за допомогою поширення пояснювального матеріалу, розвитку обміну інформацією.
Об'єкт PR — система реальних зв'язків суб'єктів управління та суспільної діяльності з громадськістю.
Предметом PR є сутність та елементи системи зв'язків з громадськістю, громадська думка, закономірності та випадковості їх виникнення, функціонування й розвитку, принципи та методи управління ними.
Метою PR є створення та збільшення пабліцитного капіталу.

## Історія
Коріння зв'язків з громадськістю спостерігаються ще за часів розквіту таких цивілізацій, як Вавилон, Стародавня Греція та Стародавній Рим, де людей переконували в тому, що їм слід визнати владу своїх урядів і своєї релігії.
Інституційно зв'язки з громадськістю почали оформлюватися кілька століть тому.
В 1622 році у Ватикані Папа римський Григорій XV заснував Sacra Congregatio de Propaganda Fide (Священну конгерацію пропаганди віри), що займалася пропагандою католицизму.
Слово congregatio походить від лат. congregatio — союз, поєднання; в католицизмі — організація ченців, що не має статусу ордену. У свою чергу наступний Папа римський Урбан VIII у 1633 році розширив її обов'язки і перетворив на підрозділ римської католицької церкви, що займався саме зв'язками з громадськістю у сучасному розумінні цього терміна.
Однак усвідомлено, організовано і цілеспрямовано вони стали використовуватися лише в XIX столітті. Вперше саме поняття «public relations» використав президент США Томас Джефферсон, коли у 1807 році він у першому варіанті свого «Сьомого звернення до Конгресу» вписав його замість викресленого ним поняття «стан думки». І лише наприкінці XIX — на початку XX століть у США паблік рилейшнз утверджуються як мистецтво формування й управління громадською думкою, як навчальна дисципліна і організована практична діяльність у всіх сферах суспільного розвитку.
У ХХ столітті з'являються постаті Айві Ледбеттера Лі, та Едварда Бернейза, розпочинається викладання PR у ВУЗах, формування PR відділів в організаціях, та окремих PR-агенцій.
В Україні провідними фахівціями в галузі Public Relations є професори Валентин Григорович Королько, Георгій Георгійович Почепцов, Валерій Феліксович Іванов, Олтаржевський Дмитро Олегович, Євгенія Борисівна Тихомирова.

## Сучасні напрями PR-діяльності
- Робота зі зв'язками з державними установами та громадськими організаціями (англ. public affairs)
- Управління корпоративним іміджем (англ. corporate affairs)
- Створення сприятливого образу особистості (англ. image making)
- Побудова відносин із ЗМІ (англ. media relations)
- Закріплення кадрів, створення гарних відносин з персоналом (англ. employee communications)
- Громадська експертиза (англ. public involvement)[6]
- Взаємини з інвесторами (англ. investor relations)
- Проведення мобілізаційних (конкурси, чемпіонати, лотереї) і презентаційних заходів (англ. special events)
- Управління кризовими ситуаціями (англ. crisis management)
- Управління процесом адекватного сприйняття аудиторією повідомлень (англ. message management)

## Види
Організації (підприємства) створюють і підтримують зв'язки з громадськістю:
споживачами, службовцями, конкурентами, урядами, акціонерами і кредиторами, місцевим населенням /населенням країни/ міжнародною спільнотою. Кожна з таких груп може бути визначена як громадськість певної організації (підприємства). Для управління відносинами з громадськістю використовують процес, який визначається як зв'язки з громадськістю.
На державному рівні зв'язки з громадськістю включають: громадську думку, суспільні стосунки, авторитет уряду, парламенту, фінансові, промислові, міжнародні зв'язки тощо.
На рівні підприємства завдання зв'язків з громадськістю зазвичай зводяться до створення сприятливого образу (іміджу) підприємства або підприємця в очах громадськості.

### Класифікація з огляду на суб'єкт
- Корпоративний PR
- PR першої особи (як різновид корпоративного PR)
- Бренд-PR
- Персональний PR
- Антикризовий PR

### Чорний піар
Чорний піар — створення і розповсюдження інформації, направленої на формування в аудиторії, клієнтів, потенційних клієнтів негативного ставлення до певного явища, події, процесу, товару.

## Деякі інструменти PR
З огляду на цільові аудиторії (ЗМІ, кінцеві споживачі, чиновники, громадські організації) доцільно обирати ті чи інші інструменти PR, або їх поєднання.
Співпраця зі ЗМІ — надання інтерв'ю та коментарів по певних питаннях, розповсюдження новин у вигляді прес-релізів або креативних розсилок, написання й розміщення статей на платній основі. Іноді буває й так, що фахівці з PR виконують функції журналістів — пишуть статті на вузькоспеціалізовану тематику, в якій мало хто, окрім них, тямить. В цьому аспекті близьким є поняття «Пабліситі», у якому співпраця зі ЗМІ є його основним компонентом.
Інтернет просування — використання агентів впливу на комунікаційних майданчиках Інтернету, вірусне розповсюдження інформації.
Спеціальні події — заходи (хепенінги), єдиною метою яких є короткострокове привернення уваги здебільшого ЗМІ, іноді кінцевих споживачів та інших цільових аудиторій. До них можна віднести як прес-конференції, прес-тури, круглі столи, так і презентації побутової техніки в форматі вечірки, благодійні заходи, фотосесії.
Продакт плейсмент — наче ненавмисна демонстрація у фільмах, телевізійних передачах, комп'ютерних іграх, музичних кліпах або книгах комерційних продуктів чи логотипів. Цей прийом можна розглядати як PR- так і рекламний інструмент.
Сарафанне радіо — розповсюдження чуток через агентів впливу. Може відбуватися як «в реальному житті», так і Інтернеті.
Конкурси та розіграші призів — можуть відбуватися на базі ЗМІ чи окремо.
Соціальні мережі та месенджери — використання платформ, таких як Facebook, Instagram, TikTok, LinkedIn, а також месенджерів (наприклад, Telegram, WhatsApp) для прямої взаємодії з цільовою аудиторією. Це включає створення контенту, який залучає підписників, організацію онлайн-подій, просування через лідерів думок, а також розповсюдження новин та анонсів у режимі реального часу. Соціальні мережі також дозволяють збирати зворотній зв'язок і аналізувати настрої аудиторії. Месенджери можуть використовуватися для більш персоналізованих комунікацій і таргетованих повідомлень.